# آپریل اشلی
آوریل اشلی (به انگلیسی: April Ashley) (زاده ۲۹ آوریل ۱۹۳۵ – درگذشته ۲۷ دسامبر ۲۰۲۱)، مدل انگلیسی بود. او یک زن ترنس بود و جراحی تطبیق و بازتایید جنسیت را انجام داده‌بود.